# 跑馬地（下）巴士總站
跑馬地（下）巴士總站（英語：Happy Valley (Lower) Bus Terminus）位於香港灣仔區跑馬地黃泥涌道及藍塘道交界雅詩大廈外，對面為跑馬地馬場，鄰近香港電車跑馬地總站，為一個坑狀巴士總站。現時有2條巴士路線以此為總站，另有7條巴士路線途經此站。

## 歷史
- 2004年5月31日：城巴8X線的總站由金鐘（樂禮街）遷往此站，不再服務灣仔及金鐘[1]。
- 2005年5月9日：城巴10線黃昏特別班次投入服務。
- 2005年8月8日：城巴10線黃昏特別班次改稱為10S線，服務維持不變。
- 2010年8月16日：城巴5S線西行班次由銅鑼灣（威非路道）縮短至從此站開出[2]。
- 2010年11月22日：城巴5S線西行班次由此站略為延長至從黃泥涌道（樂活道）開出[3]
- 2011年8月1日：以此站為總站的城巴10S線停止服務[4]。
- 2022年8月21日：城巴8X線的總站遷往跑馬地（上）[5]，此站改為中途站。

## 總站路線資料

### 過海隧道巴士117線
- 跑馬地（下） ↔ 深水埗（欽州街）

於1994年11月7日投入服務，由九巴及城巴聯合營運，途經銅鑼灣、海底隧道、油麻地及旺角，為唯一服務跑馬地的過海隧道巴士路線。1997-1999年間改稱途經西區海底隧道的917線。

## 途經路線資料

### 城巴1號線
- 跑馬地（上） ↔ 中環（港澳碼頭）

只限跑馬地（上）方向途經

### 城巴1P線
- 黃泥涌道（樂活道） → 中環街市

於2015年5月11日投入服務，途經灣仔、金鐘及中環，只於星期一至五上午繁忙時間提供服務。

### 城巴8X線
- 小西灣（藍灣半島） ↔ 跑馬地（上）

只限跑馬地(上)(大坑道)方向途經

### 城巴10線（賽馬日特別班次）
- 北角碼頭 ↔ 堅尼地城

於1951年8月1日投入服務，取代2號線北角至中環短程班次，當時由中巴營辦，來往北角至水坑口（即今日上環），1956年3月1日起延至西營盤（當時總站為東邊街，1962年3月11日遷往正街），1980年5月1日起配合中巴路線重組而延至堅尼地城。本線由於貫穿港島心臟地帶，加上收費便宜，一直以來吸引不少沿線居民乘搭，令客量十分龐大，一度是中巴的皇牌市區路線。乘客除了是來往沿線各站的流水客外，也有來往北角和西環的乘客。但不論如何，這些乘客都是本線的重要客源。

### 城巴19P線
- 筲箕灣 → 跑馬地（上）

只限跑馬地(上)(大坑道)方向途經

### 城巴A17線
- 深灣 ↔ 機場

只限深灣方向途經

### 新巴1M線
- 會展站 ↺ 黃泥涌峽

只限黃泥涌峽方向途經

## 車坑分佈
| 車坑分佈（以入口最左邊起計） | 車坑分佈（以入口最左邊起計） | 車坑分佈（以入口最左邊起計）           |
| 車坑編號                     | 車坑數目                     | 路線                                   |
| ---------------------------- | ---------------------------- | -------------------------------------- |
| 1                            | 單坑                         | 過海隧道巴士117線                      |
| 2                            | 單坑                         | 城巴1P線                               |
| 3                            | 出口                         | 城巴1、1M、8X、19P線 過海隧道巴士A17線 |

## 外部連結
- 跑馬地（下）巴士總站 （页面存档备份，存于），城巴／新巴
- 九巴 （页面存档备份，存于）